# とぶっち
とぶっちは、東武鉄道が2001年11月から2008年9月29日まで提供した、会員制情報サービス「102@Club」（いちまるにアットクラブ）のモモンガをモチーフにしたマスコットキャラクター。

## キャラクター紹介
名前は一般公募により決められた。由来は102@Clubのサービス「とぶとぶメール」「とぶとぶポイント」の「とぶ」と、あっちこっちの中から「こっち」を選んでほしい、の意味の「っち」を組み合わせたもの。
胴全体は薄い茶色で、羽根と尾は胴よりも濃い茶色、腹は白く、鼻と頬はピンク色をしている。
2006年頃からは、「東武ファンフェスタ」などの東武鉄道のイベントにとぶっちの着ぐるみも登場し、東武鉄道全体のマスコットキャラクターとしても認識されてきている。

## キャラクターグッズ
とぶっちのキャラクターグッズとしてはとぶとぶポイントと交換できるマウスパッド、フェイスタオル、折り畳み傘、携帯ストラップ、SFとーぶカードがある。SFとーぶカードは最初はポイント交換限定であったが、2005年から一般発売された。

### 鉄道むすめ関連
2006年にトミーテックから発売されたフィギュア「鉄道むすめ」vol.3では、栗橋みなみシークレットバージョンで、みなみがとぶっちを抱いている姿がフィギュア化された。また、同年11月の東武ファンフェスタではその姿のSFとーぶカードが発売されている。また、2007年にフロンティアワークスから発売された「鉄道むすめ ドラマCD」では、とぶっちが「スペーシア」を紹介している。竹内順子が声を担当。
これら「鉄道むすめ」関連で登場するとぶっちは、語尾に「～っち」を付けて話すのが特徴になっている（例:「よろしくっち。」など）。